# Forcalquier
Forcalquier (occitană Forcauquier) este un oraș în Franța, sub-prefectură a departamentului Alpes-de-Haute-Provence în regiunea Provence-Alpi-Coasta de Azur. 
1. ↑  répertoire géographique des communes, accesat în 26 octombrie 2015
2. ↑  dataset of postal codes in France, 1 octombrie 2018